# Augustijnenrei
De Augustijnenrei is een waterloop en een straat in het centrum van Brugge. De rei loopt, als verlengde van de Speelmansrei, van de Vlamingbrug tot aan de Torenbrug, van waar ze verder loopt als de Gouden-Handrei. De gelijknamige straat ligt op de noordelijke oever en loopt van de Vlamingbrug tot aan het Oost-Gistelhof. De Augustijnenrei wordt overspannen door de Vlamingbrug, Augustijnenbrug en Torenbrug.

## Geschiedenis
De naam "Augustijnenrei" verwijst naar het verdwenen augustijnenklooster, gelegen tussen de Augustijnenrei, de Jan Miraelstraat, de Schrijversstraat en de Hoedenmakersstraat en gesticht rond 1276.
Gevestigd in een van de rijkste wijken van de stad, werd de kloosterkerk het religieuze centrum van de Spaanse en Italiaanse naties, evenals van de Kamer van Koophandel. De handelaars van Genua, Lucca, Pisa, Venetië, de naties van Castilië en Navarra hadden er hun kapel. Via de koophandelskamer kwamen ook gilden en ambachten naar de augustijnen, onder wie de schippers, de tapijtwevers, de grauwwerkers, de barbiers en chirurgijnen, alsook de schermers, hadden er hun altaar. Ze brachten rijkdom en bloei mee aan dit klooster. Er ontstond hierin een aanzienlijke breuk tijdens de godsdienstroebelen in de 16de eeuw. Toen het kloosterleven hernam, werden de augustijnen vooral bekend door het college dat ze er vanaf 1622 openhielden.
Het klooster overleefde de Franse Revolutie niet. Kerk, klooster en school werden in 1797 verkocht en in de volgende jaren grotendeels afgebroken. De ruimte waar vroeger het klooster stond, werden ingenomen door onder meer een brouwerij, een garage en enkele huizen. Tot in 1950 bestonden nog gedeelten van de afsluitmuur in de Hoedenmakersstraat en de Schrijversstraat. Tot ca. 1980 waren nog relicten van het kloostergebouw aanwezig langs de Augustijnenrei. Alles verdween, bij gebrek aan belangstelling. Op de plaats van de vroegere kloosterkerk is nu een parkeerplaats en een pleintje met lindebomen langs de Augustijnenrei. Van de vroegere abdij blijven over, de grote tuin, de boerderij in de Jan Miraelstraat en een vroeger deel van het college in de Hoedenmakersstraat. In 1987 werden opgravingswerken uitgevoerd en werden 14de-eeuwse grafkelders met beschildering blootgelegd, evenals funderingen van sommige delen van het klooster.
De Augustijnenrei maakt deel uit van de eerste Brugse stadsomwalling en werd samen met de Smedenrei, de Speelmansrei en de Gouden-Handrei gegraven in 1127-1128. Mogelijk kon het water en misschien voor een deel de bedding van het - weliswaar onooglijke - beekje de Lane worden gebruikt. Nabij de Vlamingbrug stond de Vlamingpoort. In 1270 werd de Augustijnenrei, samen met de andere binnenreien, verdiept om er scheepvaart op mogelijk te maken.

## Galerij

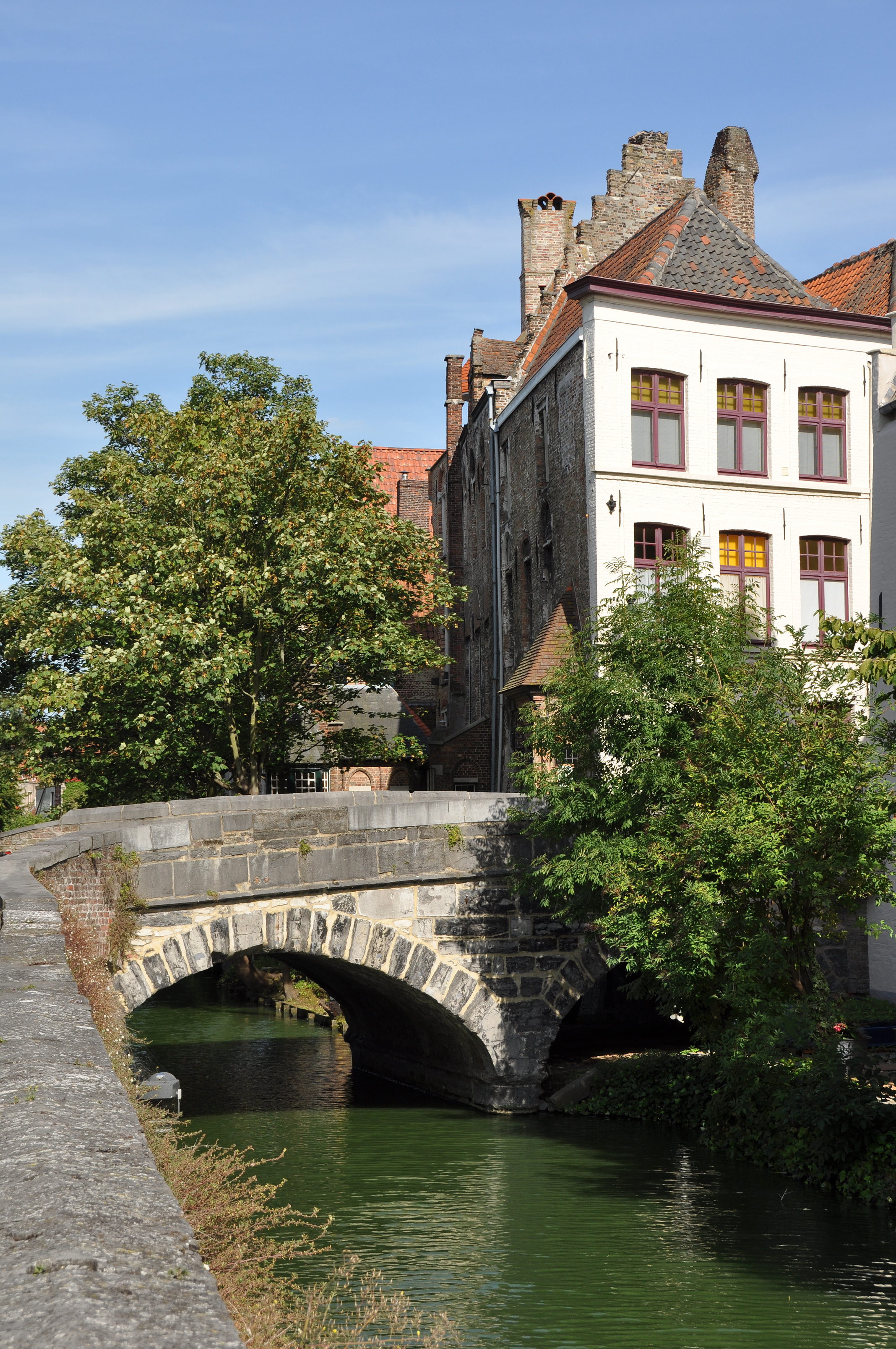
De Vlamingbrug.
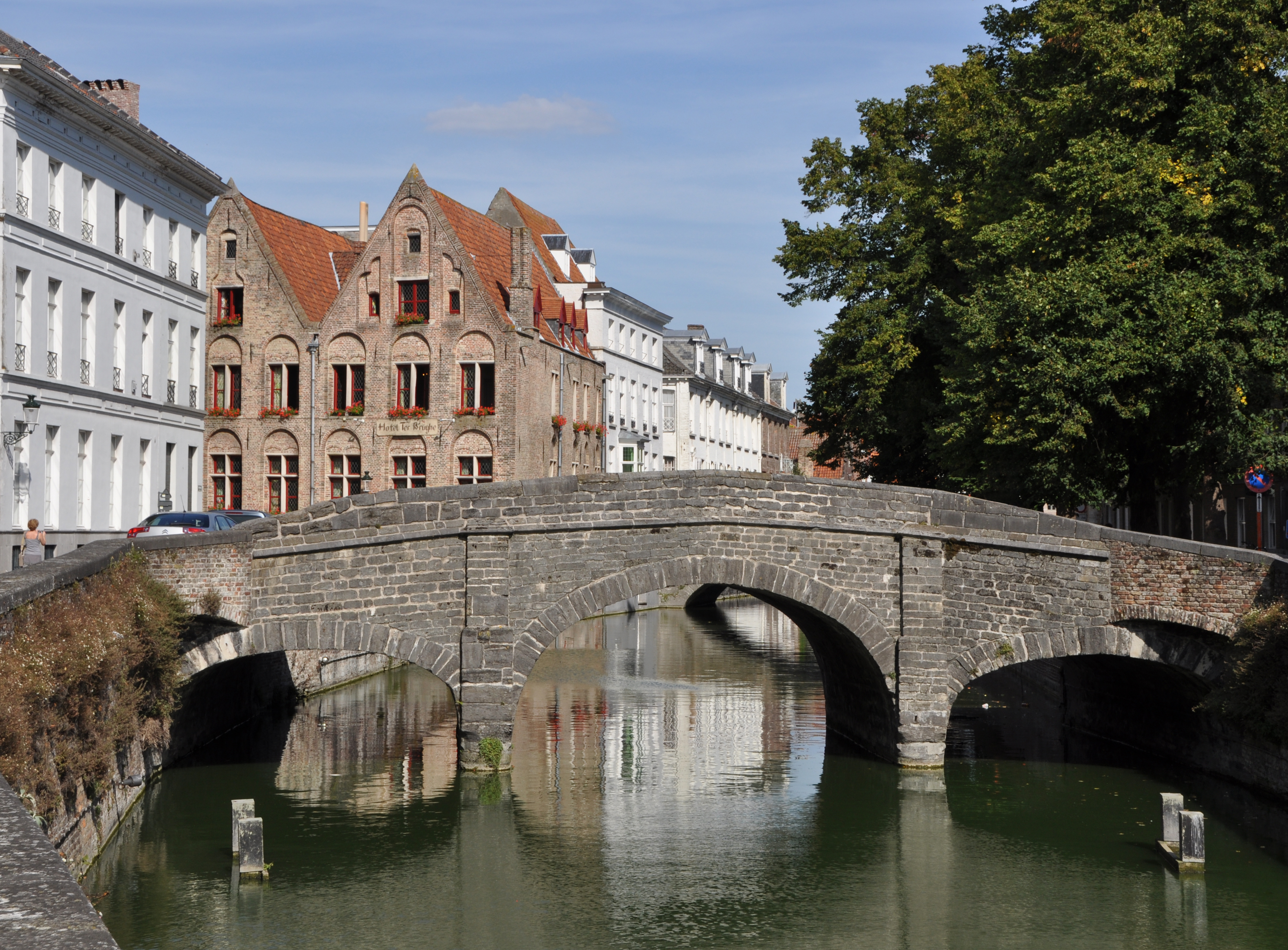
De Augustijnenbrug.
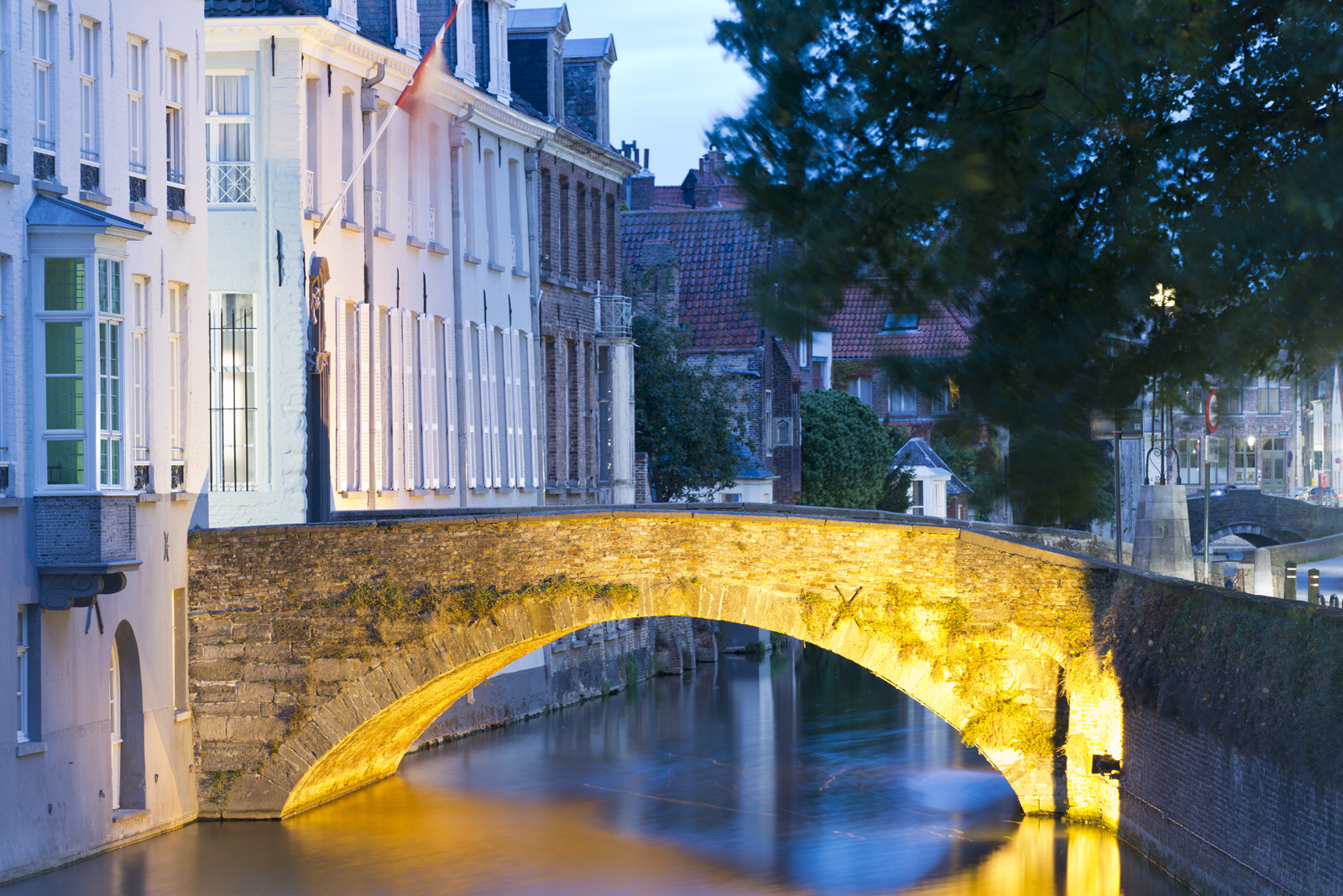
De Torenbrug.
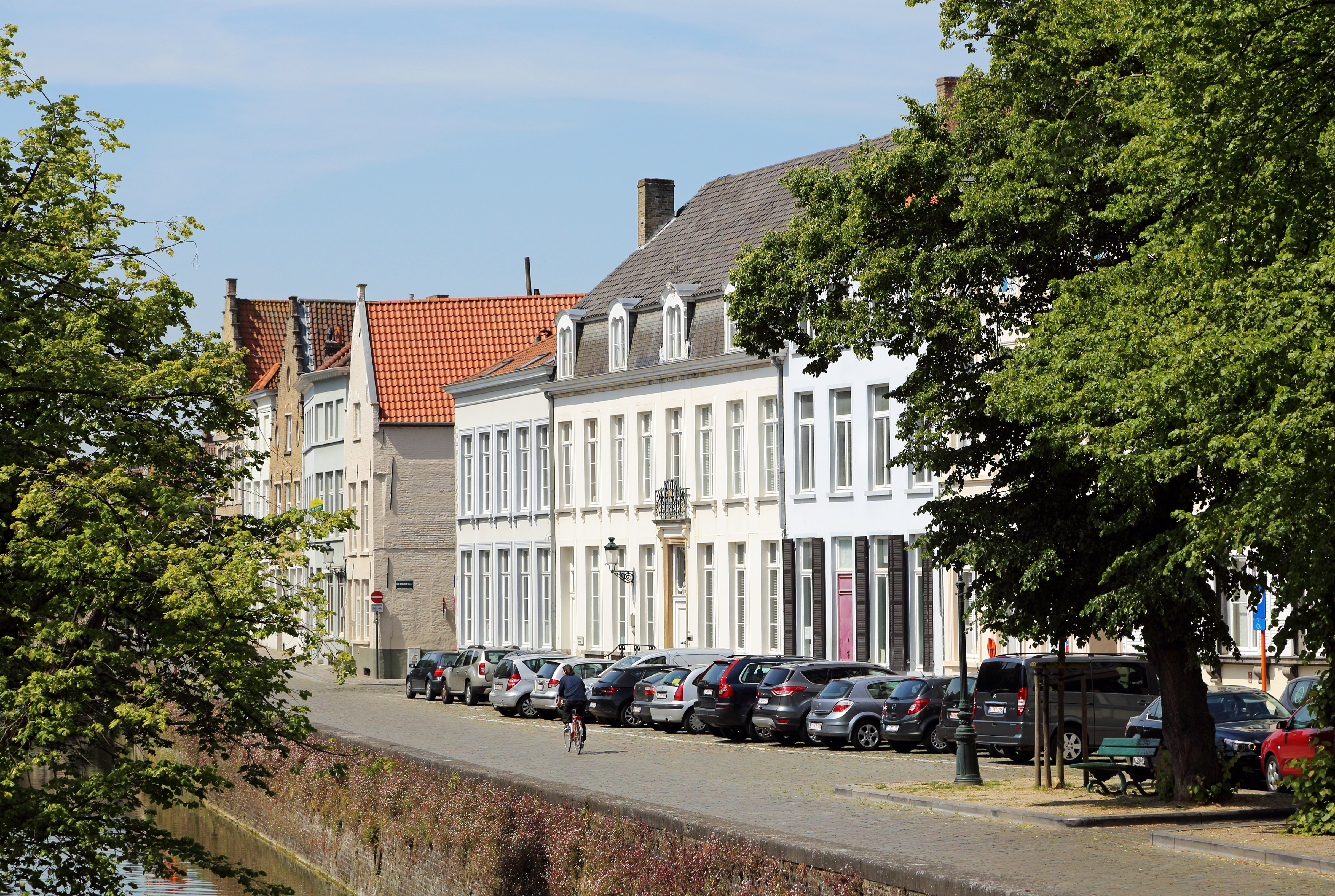
Huizenrij langs de Augustijnenrei.

## Bekende bewoners
- François-Auguste Mouzon
- Robert Pannier
- Thomas (familie in Brugge)